# Hanna Rubinkowska-Anioł
Hanna Dorota Rubinkowska-Anioł (ur. 2 stycznia 1971) – polska afrykanistka–etiopistka, doktor habilitowana nauk humanistycznych specjalizująca się w kulturze i nowożytnej historii Etiopii, wykładowczyni Uniwersytetu Warszawskiego.

## Życiorys
W 1997 uzyskała dyplom magistra kulturoznawstwa na Wydziale Neofilologii, Instytut Orientalistyczny (obecnie Wydział) Uniwersytetu Warszawskiego, specjalizacja: afrykanistyka-etiopistyka. Tytuł pracy magisterskiej: Życie i panowanie Hajle Syllasje I w świetle historiografii etiopskiej i euroamerykańskiej pod kierunkiem prof. Joanny Mantel-Niećko. W latach 1998–2003 odbyła studia doktoranckie na Wydziale Historycznym UW. W 2005 uzyskała tam dyplom doktora nauk humanistycznych w zakresie historii na podstawie rozprawy doktorskiej Panowanie Zeuditu, cesarzowej Etiopii, w latach 1916-1930 napisanej pod kierunkiem prof. Bronisława Nowaka. W 2017 habilitowała się w Instytucie Historii PAN, przedstawiając pracę Symbolika władzy w dwudziestowiecznym Cesarstwie Etiopskim.
Zawodowo związana z Katedrą Języków i Kultur Afryki Wydziału Orientalistycznego UW, gdzie pracuje na stanowisku adiunktki. Odbyła liczne kwerendy na Uniwersytecie w Addis Abebie, Uniwersytecie Londyńskim, Uniwersytecie Oksfordzkim.
Od 2000 jest członkinią Zarządu Głównego, od 2012 wiceprzewodniczącą, zaś od 2014 przewodniczącą Polskiego Towarzystwa Afrykanistycznego. Od końca 2021 wiceprezeska zarządu Polskiego Instytutu Studiów nad Sztuką Świata. Współpracuje z ambasadą RP w Addis Abebie oraz Państwowym Muzeum Etnograficznym w Warszawie.

## Publikacje
- Hanna Rubinkowska-Anioł, Etiopia pomiędzy tradycją a nowoczesnością: symbolika koronacji Cesarza Etiopii Hajle Syllasje I, Warszawa: Dom Wydawniczy Elipsa, 2016.
- Nina Pawlak, Hanna Rubinkowska-Anioł, Izabela Will (ed.), African studies: forging new perspectives and directions, Warszawa: Dom Wydawniczy Elipsa, 2016.
- Jarosław Różański, Hanna Rubinkowska-Anioł (red.), Afryka między tradycją a współczesnością : Wybrane przykłady kontynuacji i zmian w języku, stylu życia, sztuce i religii. Tom 2, Warszawa: Polskie Towarzystwo Afrykanistyczne, 2013.